# Saint-Léger-de-Balson
Saint-Léger-de-Balson is een gemeente in het Franse departement Gironde (regio Nouvelle-Aquitaine) en telt 256 inwoners (2004). De plaats maakt deel uit van het arrondissement Langon.

## Geografie
De oppervlakte van Saint-Léger-de-Balson bedraagt 39,8 km², de bevolkingsdichtheid is 6,4 inwoners per km².
De onderstaande kaart toont de ligging van Saint-Léger-de-Balson met de belangrijkste infrastructuur en aangrenzende gemeenten.

## Demografie
Onderstaande figuur toont het verloop van het inwonertal (bron: INSEE-tellingen).